# Earl of Orkney

Wappen der Earls of Orkney aus dem Hause Stewart

Wappen des aktuellen Earl of Orkney

Earl of Orkney ist ein erblicher britischer Adelstitel, der zweimal in der Peerage of Scotland verliehen wurde.

## Verleihungen
In erster Verleihung wurde der Titel am 28. Oktober 1581 Robert Stewart verliehen. Er war ein illegitimer Sohn König Jakobs V. Seinem Sohn, dem 2. Earl, wurden die Titel 1614 wegen Hochverrates aberkannt.
In zweiter Verleihung wurde der Titel am 3. Januar 1696 Lord George Hamilton, einen jüngeren Sohn des William Douglas-Hamilton, Duke of Hamilton, verliehen. Zusammen mit der Earlswürde wurden für ihn die nachgeordneten Titel Viscount of Kirkwall und Lord Dechmont geschaffen. Die Titel sind auch in weiblicher Linie vererbbar. Heutiger Titelinhaber ist dessen Nachfahre Oliver St. John als 9. Earl.

## Liste der Earls of Orkney

### Earl of Orkney, erste Verleihung (1581)
- Robert Stewart, 1. Earl of Orkney (1533–1593)
- Patrick Stewart, 2. Earl of Orkney (um 1569–1614) (verwirkt 1614)

### Earl of Orkney, zweite Verleihung (1696)
- George Hamilton, 1. Earl of Orkney (1666–1737)
- Anne O’Brien, 2. Countess of Orkney († 1756)
- Mary O’Brien, 3. Countess of Orkney (um 1721–1791)
- Mary FitzMaurice, 4. Countess of Orkney (1755–1831)
- Thomas FitzMaurice, 5. Earl of Orkney (1803–1877)
- George FitzMaurice, 6. Earl of Orkney (1827–1889)
- Edmond FitzMaurice, 7. Earl of Orkney (1867–1951)
- Cecil FitzMaurice, 8. Earl of Orkney (1919–1998)
- Oliver St. John, 9. Earl of Orkney (* 1938)

Titelerbe (Heir apparent) ist der Sohn des aktuellen Titelinhabers Oliver Robert St. John, Viscount Kirkwall (* 1969).